# Platyrrhinus incarum
Platyrrhinus incarum és una espècie de ratpenat de la família dels fil·lostòmids. Se la pot trobar a Guyana, la Guaiana Francesa, el Brasil, Colòmbia, l'Equador, el Perú i Bolívia.
Considerat una subespècie de Platyrrhinus helleri, fou elevat a la categoria d'espècie distinta basant-se en estudis moleculars, morfològics i morfomètrics. És un ratpenat petit, amb uns avantbraços de 35-40 mm, i té el pelatge de color cafè fosc a pàl·lid.